# 아퀴테인의 프로스퍼

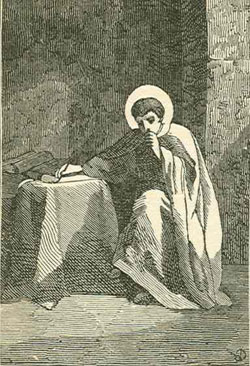

아퀴테인의 프로스퍼(Prosper of Aquitaine, 390년 - 455년)는 초기 교부시대의 기독교인으로 저술가이며, 아우구스티누스의 제자이다. 로마의 아퀴테인에서 출생하였고, 이탈리아의 프렛에서 사망하였다.

## 신학
존 애로우스미스는 간과교리(Preterition)에서 아퀴테인의 프로스퍼가 펠라기우스의 교리라고 조롱한 것을 언급하였다. 프로스퍼는 그의 저서 < 나라들의 부르심 >에서 "구세주의 은혜가 어떤 자들은 간과되며, 교회가 그들을 위해 기도하는 것도 들리지 않는다"라고 간과라는 용어를 사용하였다.
1. ↑  Fesko, J. V., 1970-. 《The theology of the Westminster standards : historical context and theological insights》. Wheaton, Illinois. 120쪽. ISBN 978-1-4335-3311-2.